# Лопес Коархита, Эрмогенес
Эуфемио Эрмогенес Лопес Коархита (исп. Eufemio Hermógenes López Coarchita; 16 сентября 1928 — 30 июня 1978) — гватемальский римско-католический священник. Он служил в приходе Сан-Хосе-де-Пинула с конца 1960-х, пока не был убит за защиту им прав человека, в частности, требования доступа всех гватемальцев к чистой воде. Его постоянные выступления против коррупции и злоупотреблений режима сделали его мишенью для влиятельных врагов, опасавшихся потенциального восстания в регионе.
Процесс беатификации покойного священника начался при Папе Бенедикте XVI в 2007 году, когда Лопес Коархита получил статус Слуги Божьего.

## Жизнь
Эрмогенес Лопес Коархита родился в Гватемале 16 сентября 1928 года в семье Анхеля Лопеса Эрнандеса и Виктории Коархита Санта-Крус. Он был крещён в приходской церкви Сьюдад-Вьеха 20 сентября 1928 года, а его крёстной матерью была Эусебия Коархита.
В 1943 году Коархита начал обучение на священство в столице, а в 1951 году отправился в Сан-Сальвадор для изучения богословия; он вернулся в родной дом в 1954 году. Рукоположение в сан священника он получил 7 ноября 1954 года в архиепископском соборе от архиепископа Мариано Росселла Арельяно. Его первым назначением было служение в столице, где он затем стал капелланом в церкви Нуэстра-Сеньора-де-Фатима и помощником священника церкви Ла-Флорида.
Лопес Коархита был назначен приходским священником прихода Сан-Хосе-де-Пинула 28 ноября 1966 года и задался целью изучить условия жизни людей из его прихода, особенно пожилых, чтобы знать, как лучше удовлетворять не только их духовные, но и материальные потребности. Он также вошёл в круг авторов небольшой газеты Vocero Quincenal.
Коархита посвятил свое священство заботе о беднейших слоях населения, в том числе о коренных жителях. Он защищал право людей на доступ к чистой пресной воде, что стало общей темой его проповедей, поскольку власти планировали перекачивать воду из муниципалитета в столицу. Коархита также выступил выступал против принудительного набора молодежи в армию и против принудительной стерилизации женщин-крестьянок в рамках кампаний по контролю над рождаемостью, считая, что это противоречит их достоинству и правам. Он обращался с открытыми письмами бывшему мэру города, министру обороны и самому президенту республики.

## Гибель
Лопес Коархита был убит 30 июня 1978 года около 11:00 в городе Сан-Луис. Священник был за рулём своего красного пикапа недалеко от Лос-Серритос, в четырех километрах от своего прихода, по дороге в Паленсию, когда вооружённые злоумышленники остановили его машину, а затем несколько раз выстрелили ему в грудь. Он возвращался после посещения двух больных прихожан.
Когда 25 июня 1978 года отец Лопес Коахита осудил в своей проповеди злоупотребления армии в условиях гражданской войны, то заявил: «Если кровь одного из нас необходима для установления мира в Гватемале, я готов пролить свою». Власти опасались народного восстания, и организаторы убийства, по-видимому, надеялись, что убийство непокорного падре устрашит недовольных. Его останки, одетые в чёрную рясу и палантин с пятнами крови, оставшимися после убийства, теперь захоронены по правую сторону церкви.

## Процесс беатификации
В 2007 году архиепископ Родольфо Кесада обратился к Святому Престолу с официальной просьбой инициировать епархиальное дело беатификации и канонизации Слуги Божьего Эуфемио Эрмогенеса Лопеса Коархиты. Процесс беатификации был начат при Папе Бенедикте XVI 20 июля 2007 года после того, как Конгрегация по делам святых издала официальный указ «nihil obstat» (что означает отсутствие возражений) и назвала Лопеса Коархиту Слугой Божьим. Епархиальный процесс был начат в национальной архиепархии 27 декабря 2007 года и закрыт 22 июня 2013 года. Конгрегация по делам святых утвердила этот процесс 10 октября 2014 года.